# Wälsungenblut (Film)
Wälsungenblut ist ein deutscher Spielfilm von Rolf Thiele aus dem Jahr 1964. Dem Stoff liegt die gleichnamige Novelle von Thomas Mann zugrunde.

## Handlung
Erzählt wird von einer bedingungslosen, nahezu inzestuösen Geschwisterliebe im Deutschland vor dem Ersten Weltkrieg.
Die gräfliche Familie Arnstatt gehört zur sozialen Oberschicht im wilhelminischen Deutschland vor 1914. Familienvorstand ist der alte Graf Arnstatt, dessen längst erwachsene und berufstätige Kinder Kunz und Märit im Villenanwesen ebenso daheim sind wie die neunzehnjährigen Zwillinge Siegmund und Sieglinde Arnstatt, zwei Wesen von ätherischer Schönheit. Diese beiden, von feierlicher Ernsthaftigkeit getragenen jungen Menschen – „grazil wie Gerten und kindlich von Wuchs bei ihren neunzehn Jahren“ wie Mann sie in seiner Vorlage beschreibt – sind untrennbar, ihre Vorstellungen und Ansichten vom Leben wie die Beurteilungen ihrer Mitmenschen stets deckungsgleich und oft von hochnäsiger Distanz geprägt. Ihre Einschätzungen Anderer tragen sie ebenso snobistisch wie in scharfzüngiger Klarheit vor.
Sieglinde ist verlobt mit Leutnant Beckerath, einem aufstrebenden, jungen Offizier, der den beiden Geschwistern jedoch in keiner Weise intellektuell ebenbürtig ist und von diesen als plump und gewöhnlich gering geschätzt wird. Von Anbeginn lassen Siegmund und Sieglinde ihre soziale wie geistige Überlegenheit gegenüber Beckerath durchscheinen. Vor allem Siegmund achtet darauf, dass Beckerath zu keiner Zeit eine Nähe zu seinem weiblichen Alter Ego Sieglinde erreicht, die er selbstverständlich für sich, und zwar nur für sich, reklamiert. Ein gemeinsamer Opernbesuch, Richard Wagners Die Walküre, wird zur narzisstischen Selbstbespiegelung; in den auf der Bühne agierenden, nordischen Götterkindern Siegmund und Sieglinde sehen sie niemand anderen als sich selbst. Fasziniert lauschen die Zwillinge dem musikalischen Liebesrausch ihrer Ebenbilder. Traum und Realität verschwimmen ineinander.
Beckerath, der mit Sieglinde auf Hochzeitsreise nach Spanien wollte, fühlt sich mehr und mehr ausgeschlossen; er ahnt, dass es etwas zwischen den beiden Zwillingen gibt, das er niemals durchbrechen kann. Beider Beziehung streift den Tatbestand des Inzest – Berührungen, Wünsche und Verlangen prägen dieses ambivalente Gespann, ohne dass es zunächst zum entscheidenden Schritt kommt. Doch eines Abends, kurz vor der Nachtruhe, brechen schließlich alle Dämme. Gleich einem Ritual besucht Sieglinde wie an jedem Abend ihren Bruder, um ihm „gute Nacht“ zu sagen. Doch diesmal überhäufen sich beide mit Liebkosungen.

## Produktionsnotizen
Wälsungenblut entstand vom 27. Juli bis 12. September 1964 in München. Die Uraufführung fand am 21. Januar 1965 statt.
Die Filmbauten stammen von Maleen Pacha, die, zusammen mit Eva Maria Gall, auch die Kostüme schuf. Die Produktionsleitung hatte Willy Zeyn junior.
Die Herstellungskosten lagen bei 1,2 Millionen DM.
Die aus Griechenland verpflichtete Elena Nathanael, die die weibliche Hauptrolle spielte, hatte zwar unmittelbar zuvor daheim ihren Durchbruch gehabt, war aber in Deutschland bis dahin völlig unbekannt gewesen. Gleich nach Ende der Dreharbeiten kehrte sie wieder nach Griechenland zurück. Bei der kinounerfahrenen Ingeborg Hallstein handelte es sich um eine bekannte Opernsängerin. Es war nahezu ihre einzige reine Sprechrolle vor der Kamera.
Produzent Seitz bezog, in seiner Funktion als Drehbuchautor gemeinsam mit seiner Co-Autorin Erika Mann, einer Tochter Thomas Manns, in das Manuskript die Mann-Erzählung „Ein Glück“ von 1904 mit ein.

## Literarischer Hintergrund
Die erste Veröffentlichung der Novelle Wälsungenblut sollte im Jahr 1906 erfolgen. Doch der für den 17. Jahrgang der „Neuen Rundschau“, S. 91 bis 111, vorgesehene Druck wurde vor Erscheinen des Heftes zurückgezogen – wohl auf Anraten der Familie Mann. Fast alle Druckbogen wurden vernichtet. Wälsungenblut erschien erst 1921 als Privatdruck des Phantasus-Verlages, in Übersetzungen und in den „Gesammelten Werken“ (1960).

## Auszeichnungen
Das am 27. Juni 1965 verliehene Filmband in Gold gab es für:
- Rudolf Forster in der besten männlichen Nebenrolle
- Gerd Baltus als besten Nachwuchsdarsteller
- Maleen Pacha für Bau und Ausstattung

## Kritiken
Der Spiegel schreibt in seiner Kritik vom 10. Februar 1965 auf Seite 95: „Aus zwei Novellen des Nobelpreis-Dichters und Dekadenz-Spezialisten Thomas Mann destillierte der Cheferotiker des deutschen Kinos, Rolf Thiele, die Story für den 1,2-Millionen-Film (SPIEGEL 34/ 1964): Die Zwillinge Siegmund und Sieglinde (Michael Maien und Elena Nathanael), in mehr als geschwisterlicher Zuneigung und Zärtlichkeit einander zugetan, imitieren auf einem großen Eisbärfell den Inzest, den sie in Wagners "Walküre" mit angesehen hatten. Danach wird Sieglinde den Leutnant Beckerath heiraten, der ihretwegen nackt durch München geritten ist. Thieles Eigenkommentar: "Mir lag daran, die Lücke zwischen 'Schweigen' und '491' zu füllen.“
Das Handbuch VIII der Katholischen Filmkritik meinte: Thieles „von Unverständnis für die Vorlage zeugender Film gibt sich unter sozialkritischem Vorwand der genüßlichen Schilderung jener Verirrungen hin, die er anzuprangern vorgibt.“
Das Lexikon des Internationalen Films kam zu folgendem Urteil: „Schwüle Erotik und genüßlich zelebrierte Dekadenz in einem Film nach Thomas Manns gleichnamiger Erzählung, von Rolf Thiele gepflegt-geschmäcklerisch inszeniert.“
Der Evangelische Film-Beobachter zog folgendes Fazit: „Motive aus Thomas Manns wenig bekannter Erzählung und freie Zutaten ergaben zwar ein recht ausgefallenes Filmthema, dessen künstlerische Gestaltung jedoch überraschend im herkömmlichen Stil vergangenen Standesdünkel zelebriert. Mehr überflüssig als verderblich und schlicht ohne Empfehlung!“